# Lasianthus sikkimensis
Lasianthus sikkimensis är en måreväxtart som beskrevs av Joseph Dalton Hooker. Lasianthus sikkimensis ingår i släktet Lasianthus och familjen måreväxter. Inga underarter finns listade i Catalogue of Life.